# Iris Tree

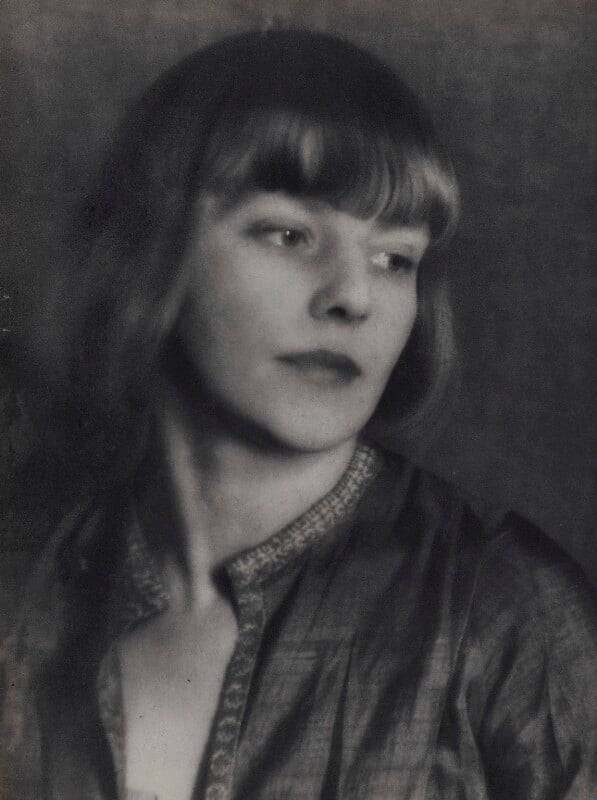
Iris Tree, 1923

Iris Tree (* 27. Januar 1897 in London; † 13. April 1968 ebenda) war eine britische Dichterin, Malerin und Schauspielerin.

## Leben
Iris Tree war die zweite Tochter von drei Kindern des Schauspielerehepaars Sir Herbert Beerbohm Tree (1853–1917) und seiner Ehefrau Helen Maud Holt (1858–1937). Ihre ältere Schwester Viola Tree (1884–1938) wurde ebenfalls Schauspielerin.
Sie besuchte mehrere Privatschulen in England und Frankreich. In Paris lernte sie Nancy Cunard kennen und gehörte bald der Corrupt Coterie an. Zur Gruppe gehörten unter anderem Lady Diana Cooper, Osbert Sitwell und Raymond Asquith – sie verbrachten die Abende diskutierend über Politik und Poesie in den Pariser Cafés. Nach ihrer Rückkehr nach England studierte Tree an der Kunstschule Slade School of Fine Art in London. Um ihr Studium zu finanzieren, stand sie mehreren Künstlern Modell, unter anderem Augustus John, Duncan Grant, Vanessa Bell und Roger Fry sowie dem Bildhauer Jacob Epstein.
Iris Tree war zwei Mal verheiratet. In erster Ehe ehelichte sie im Dezember 1916 den New Yorker Avantgarde-Fotografen Curtis Moffat (1887–1949). Aus der Ehe ging ein Sohn, Ivan Moffat (1918–2002), hervor. In zweiter Ehe heiratete sie in New York City den österreichischen Filmschauspieler Friedrich von Ledebur (1900–1986 eigentlich Graf Friedrich Ledebur-Wicheln), der in der Verfilmung von Moby Dick den Südseeinsulaner Queequeg verkörperte. Auch dieser Verbindung entstammte ein Sohn, Christian Dion (1928–2018).

## Primärliteratur
- 1920 Poems
- 1927 The Traveller and other Poems

## Sekundärliteratur
- Daphne Fielding: The Rainbow Picnic: A Portrait of Iris Tree (1974) ISBN 0-413-28520-0